# Østrigske Statstraktat
Den Østrigske Statstraktat (tysk: Österreichischer Staatsvertrag) eller Østrigske Uafhængighedstraktat grundlagde Østrig som en selvstændig stat. Den blev underskrevet d. 15. maj 1955 i Wien på Schloss Belvedere mellem de Allierede besættelsesmagter (Frankrig, Storbritannien, USA og Sovjetunionen) og den østrigske regering. Den trådte officielt i kraft d. 27. juli 1955.
Dens fulde titel var "Traktat vedrørende genetableringen af et selvstændigt og demokratisk Østrig, underskrevet i Wien d. 15. maj 1955" (tysk: Staatsvertrag betreffend die Wiederherstellung eines unabhängigen und demokratischen Österreich, gegeben zu Wien am 15. Mai 1955).
| Politik | Spire Denne artikel om politik og ideologi er en spire som bør udbygges. Du er velkommen til at hjælpe Wikipedia ved at udvide den. |

48°11′N 16°23′Ø / 48.19°N 16.38°Ø